# Dunărea-de-Jos-Universität Galați

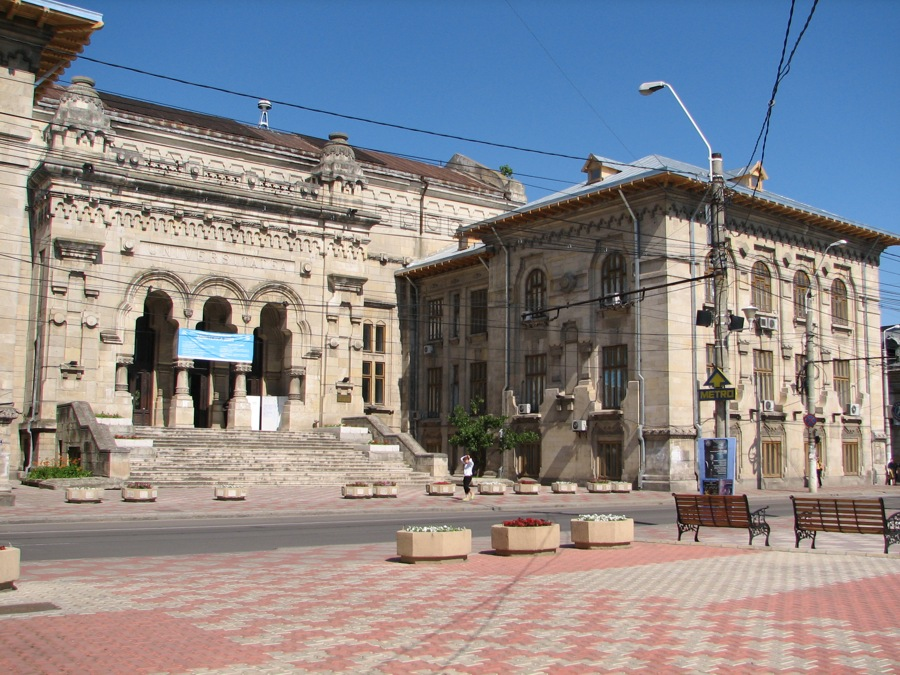
Hauptgebäude und Rektorat der Universität Galați

Die Dunărea-de-Jos-Universität Galați (rumänisch: Universitatea "Dunărea de Jos" din Galați) ist eine staatliche Universität in der rumänischen Stadt Galați.
Die Universität wurde im Juli 1974 aus dem Polytechnischen Institut Galați und der Schule für Erziehung heraus gegründet. 1989 erfolgte die Umbenennung zur heutigen Bezeichnung. Dunărea de Jos bedeutet übersetzt untere Donau.
Über 12.000 Studenten studieren an zwölf Fakultäten und zwei Schulen mit mehr als 36 Studiengängen und 88  Studienschwerpunkten sowie 45 Spezialausrichtungen für Post-Graduierte. Schwerpunkte der Hochschule sind Schiffsbautechnik, Maschinenbau sowie Fischereiwissenschaften.

## Fakultäten
- Maschinenbau
- Informatik
- Elektrotechnik und Elektronik
- Schiffbau
- Metallurgie und Materialwissenschaften
- Lebensmittelwissenschaften und -verfahrenstechnik
- Maschinenbau, Abteilung Brăila
- Naturwissenschaften
- Literatur und Theologie
- Sportwissenschaften
- Ökonomie und Rechtswissenschaften
- Humanmedizin